# Anna Maria Mühe
Anna Maria Mühe (Berlino, 23 luglio 1985) è un'attrice tedesca.
Figlia d'arte (i suoi genitori erano gli attori Ulrich Mühe e Jenny Gröllmann, mentre l'attrice Susanne Lothar era sua matrigna), tra cinema e televisione, ha partecipato complessivamente a circa una cinquantina di differenti produzioni, a partire dal 2002. Tra i suoi ruoli principali, figurano quelli nei film Große Mädchen weinen nicht (2002), Was nützt die Liebe in Gedanken (2004), Meine böse Freundin (2006), Novemberkind (2008), Geliebter Johann geliebte Anna (2009), ecc.
È sorellastra della truccatrice Jeanne Gröllmann.

## Filmografia parziale

### Cinema
- Big Girls Don't Cry - La vita comincia oggi (2002) - ruolo: Kati
- Was nützt die Liebe in Gedanken (2004) - Hilde Scheller
- Der Lebensversicherer (2006)
- Sieh zu dass du Land gewinnst (2006)
- Schwesterherz (2006)
- Lunik (2007)
- Wir sagen Du! Schatz. (2007)
- Novemberkind (2008)
- 1 1/2 Ritter - Auf der Suche nach der hinreißenden Herzelinde (2008)
- La Contessa (2009)
- Lila, Lila (2009)
- Live Stream (2010) - Anne Krämer
- In der Welt habt ihr Angst, regia di Hans W. Geißendörfer (2011) - Eva Baumann
- Die Unsichtbare (2011) - Irina
- Bis zum Horizont, dann links! (2012) - Suor Amelie
- Nicht mein Tag (2014)
- Lassie, torna a casa (Lassie – Eine abenteuerliche Reise), regia di Hanno Olderdissen (2020)
- Blame the Game (Spieleabend), regia di Marco Petry (2024)

### Televisione
- Delphinsommer - film TV (2004)
- Tatort - serie TV, 4 episodi (2004-2011)
- Die letzte Schlacht - film TV (2005)
- Polizeiruf 110 - serie TV, 1 episodio (2005)
- Squadra speciale Lipsia - serie TV, 1 episodio (2005)
- SOKO Wismar - serie TV, 1 episodio (2006)
- Siebenstein - serie TV, 1 episodio (2006)
- Abschnitt 40 - serie TV, 1 episodio (2006)
- Der Kriminalist - serie TV, 1 episodio (2006)
- Pfarrer Braun - serie TV, 1 episodio (2007)
- Meine böse Freundin - film TV (2007)
- Doppelter Einsatz - serie TV, 1 episodio (2007)
- Späte Aussicht - film TV (2007)
- Der Tote in der Mauer - film TV (2008)
- Metropolitan Police - serie TV, 2 episodi (2008)
- Squadra speciale Lipsia - serie TV, 1 episodio (2009)
- Die kluge Bauerntochter - film TV (2009)
- Geliebter Johann, geliebte Anna - film TV (2009)
- Alpha 0.7 - Der Feind in dir - serie TV, 6 episodi (2010)
- Unter anderen Umständen - serie TV, 1 episodio (2011)
- Im falschen Leben - film TV (2011)
- Deckname Luna - serie TV (2012)
- Bloch - serie TV, 1 episodio (2013)
- Sternstunde ihres Lebens - film TV (2014)
- Göttliche Funken - film TV (2014)
- Nora Weiss - serie TV, 4 episodi (2016-2018)
- Dogs of Berlin (2018)
- Totenfrau - La signora dei morti (Totenfrau) - serie TV, 12 episodi (2022-2024) diretto da Nicolai Rohde

## Premi e riconoscimenti (lista parziale)
- 2003: Nomination al New Faces Award per Große Mädchen weinen nicht[6]
- 2004: Cigno d'oro come miglior attrice al Festival del Cinema di Copenaghen per Was nützt die Liebe in Gedanken[6]
- 2006: Goldene Kamera (premio speciale Lilli Palmer Memorial Camera)[6]
- 2007: Undine Award come miglior attrice in un film TV per Meine böse Freundin[6]
- 2007: Nomination al Romy Award come Shooting Star femminile per Schwesterherz[6]
- 2008: Premio come attrice emergente per Novemberkind al Festival del Cinema di Schwerin[6]
- 2009: Nomination al Deutscher Filmpreis d'oro come miglior attrice protagonista per Novemberkind
- 2010: Nomination al Romy Award come attrice preferita per Geliebter Johann, geliebte Anna[6]
- 2012: Premio come EFP Shooting Star al Festival del Cinema di Berlino[6]

## Doppiatrici italiane
Nelle versioni in italiano dei suoi film, Anna Maria Mühe è stata doppiata da:
- Marzia Del Fabbro in Totenfrau - La signora dei morti
- Ilaria Latini in Dogs of Berlin
- Barbara De Bortoli in Lessie, torna a casa
- Jolanda Granato in Blame the Game